# Геолого-географски факултет (Софийски университет)
Геолого-географският факултет на Софийския университет съществува от 1963 година. Първи курсове по геология и минералогия в Софийски университет се четат от 1891. През 1904 се създават катедрите по геология и палеонтология и по минералогия и петрография в рамките на тогавашния Физико-математически факултет. През 1898 в Историко-филологическия факултет се учредява катедра по география и етнография. Съществуващият дотогава Биолого-геолого-географски факултет е разделен на Геолого-географски факултет и Биологически факултет. Образованието по геология в Университета започва още 1891 г. с откриването на специалността Геология. През 1898 г. в Историко-филологическия факултет се учредява катедра по география и етнография с което се полага началото на обучението по специалност География. Специалност Туризъм се разкрива през 1967, История и география (съвместно с Исторически факултет) през 1999 г., География и Биология (съвместно с Биологически факултет) през 1999 г., Регионално развитие и политика през 2005, География и английски език през 2018 г., а Геопространствени системи и технологии през 2019 г. Към момента във факултета се обучават студенти в четири основни професионални направления – „Науки за Земята“, „Администрация и управление“, „Туризъм“ и „Педагогика на обучението по…“.

## История
Основател и ръководител на първата катедра по География повече от 35 години е академик проф. Анастас Иширков, а научните ѝ основи са свързани с класическата антропогеография. Основите на преподаването и научните изследвания по геология и география полагат световноизвестните учени като акад. Георги Бончев, проф. Анастас Иширков, проф. Иван Батаклиев, проф. Георги Златарски и др.
През 1951 двете специалности са включени в новосъздадения Биолого-геолого-географки факултет, който през 1963 се разделя на два факултета: Биологически и Геолого-географски.
Днес в шестте бакалавърски специалности на факултета се обучават приблизително 600 български и чуждестранни студенти, редовна и задочна форма. Учебните занятия се провеждат от екип от 80 висококвалифицирани професори, доценти и асистенти, които в учебноизследователската работа се подпомагат от 32 специалисти.

## Специалности
В ГГФ има прием в пет специалности за бакалавърска степен:
- География
- Геология
- Туризъм
- Регионално развитие и политика
- Геопространствени системи и технологии

Към всяка от четирите бакалавърски специалности, има разкрити общо 20 програми за магистърска степен:
- Към специалност География:

1. Картография и географски информационни системи
2. Геоморфология
3. Изменения на климата и управление на водите
4. Ландшафтна екология и Природен капитал
5. Регионално развитие и управление
6. Регионални геоенергийни ресурси и стратегии
7. Културна и политическа география
8. Развитие и управление на селските райони
9. Географско образование

- Към специалност Геология:

1. Геология и палеонтология
2. Геохимия
3. Палеонтология и биостратиграфия
4. Гемология
5. Археометрия

- Към специалност Туризъм:

1. Екотуризъм
2. Културен туризъм
3. Туризъм

- Към специалност Регионално развитие и политика:

1. Планиране и управление на териториални системи
2. Управление на човешките ресурси
3. Регионална сигурност

## Структура и ръководство
Органи на ГГФ са Общо събрание на факултета, Факултетен съвет, Деканатско ръководство и Факултетен студентски съвет.
Факултетът се състои от катедри, обединяващи отделни научни направления. Катедрите са:
- Климатология, хидрология и геоморфология
- Регионална и политическа география
- Геология и палеонтология
- Картография и ГИС
- География на туризма
- Ландшафтознание и опазване на природната среда
- Минералогия, петрология и полезни изкопаеми
- Социално-икономическа география

## Факултетен студентски съвет (ФСС) на ГГФ
Факултетният студентски съвет (ФСС) на ГГФ се състои от представителите на студентите и докторантите в Общото събрание на ГГФ. Те се избират веднъж на две години чрез преки мажоритарни избори и в тях може да участва всеки студент и докторант, редовно обучение. Общото събрание на ГГФ се свиква веднъж годишно, а на всеки 4 години избира нов декан. Тримата студенти, членове на ОС на СУ са по право членове на ФСС. От ФСС се избират двама за членове на Факулттния съвет (ФС) на ГГФ. Повече информация за структурата на управление на СУ, ГГФ, Студентски съвет и ФСС може да видите в:
- Закон за висшето образование
- Правилника за дейността на СУ
- Правилник на Студентски съвет

Основната мисия на ФСС на ГГФ е защита на правата, интересите и задълженията на студентите и докторантите на ГГФ. Заседанията на ФСС на ГГФ, както и дейността, която се извършва са напълно отворени за всеки, който желае да присъства, да участва в дейности и проекти, да спонсорира, рекламира и т.н. Всеки от вас, които има свежи идеи и иска да промени нещо в ГГФ може да участва в дейността на ФСС. Все пак много неща зависят само от нас и от нашата активност.

## Известни преподаватели от факултета
- проф. Анастас Иширков
- проф. Иван Батаклиев
- проф. Жеко Радев
- проф. Димитър Яранов
- проф. Петър Петров
- проф. Ангел Велчев
- проф. Нели Христова
- проф. Георги Балтаков
- проф. Иван Чолеев
- проф. Христо Пимпирев
- проф. Климент Найденов
- проф. Антон Попов
- проф. Стефан Карастоянов
- проф. Румен Пенин
- проф. Росица Кендерова
- проф. Георги Рачев
- проф. Нина Николова
- проф. Асен Асенов
- доц. Христо Ганев
- доц. Екатерина Благоева
- доц. Камен Нам
- доц. Мимоза Контева
- доц. Никола Тодоров
- доц. Стелиян Димитров
- доц. Биляна Борисова
- доц. Димитър Желев
- доц. Зорница Чолакова
- доц. Антон Филипов